# Departamento de Ancud
El departamento de Ancud fue una división político-administrativa de Chile que perteneció a la antigua provincia de Chiloé. Existió entre 1833 y 1976, y su cabecera fue la ciudad de Ancud.

## Historia
El departamento nació en 1833 como el sucesor de la delegación de Ancud —y como uno de los diez departamentos que pasaron a conformar la provincia de Chiloé—, tras la promulgación de la Constitución Política de ese año que, entre otros aspectos, creó la figura del departamento en el nuevo orden político-administrativo de la república.
Hacia mediados del siglo XIX, el departamento de Ancud estaba dividido en tres subdelegaciones y catorce distritos, y su territorio comprendía la ciudad de Ancud, más otros pueblos o lugares como la península de Lacuy, Quetalmahue Cogomó y Caipulli. Su primera modificación importante ocurrió en 1850, con el decreto que dividió la subdelegación Ancud en dos: norte y sur. Pero cinco años después, en 1855, tuvo con un cambio mayor, con el decreto que redujo el número de departamentos en la provincia a cuatro. De esta manera, el departamento de Ancud sumo los territorios de los suprimidos departamentos de Chacao y Dalcahue: Caulín, Chacao, Manao, Linao, Huite, isla Caucahué, Quicaví, Tenaún San Juan, Quetalco, Dalcahue e islas Chauques. Y también de esta forma, el departamento pasó a abarcar la mitad norte de la Isla Grande: desde el canal de Chacao hasta el límite con el departamento de Castro —conformado por el río Anay y una línea recta desde su nacimiento hasta Dalcahue—.
Hacia 1860 el departamento de Ancud contaba con ocho subdelegaciones y 36 distritos:
| Subdelegación    | Distrito           |
| ---------------- | ------------------ |
| 1.ª, Ancud       | N.º 1 s/n          |
| 1.ª, Ancud       | N.º 2 s/n          |
| 1.ª, Ancud       | N.º 3 s/n          |
| 1.ª, Ancud       | N.º 4 s/n          |
| 1.ª, Ancud       | N.º 5 s/n          |
| 2.ª, Ancud       | N.º 1 s/n          |
| 2.ª, Ancud       | N.º 2 s/n          |
| 2.ª, Ancud       | N.º 3 s/n          |
| 2.ª, Ancud       | N.º 4 s/n          |
| 2.ª, Ancud       | N.º 5 s/n          |
| 2.ª, Ancud       | N.º 6 s/n          |
| 3.ª, Quetalmahue | N.º 1 s/n          |
| 3.ª, Quetalmahue | N.º 2 s/n          |
| 3.ª, Quetalmahue | N.º 3 s/n          |
| 3.ª, Quetalmahue | N.º 4 s/n          |
| 4.ª, Chacao      | N.º 1 Caulín       |
| 4.ª, Chacao      | N.º 2 Estero       |
| 4.ª, Chacao      | N.º 3 Chacao       |
| 4.ª, Chacao      | N.º 4 Manao        |
| 5.ª, Lliuco      | N.º 1 Linao        |
| 5.ª, Lliuco      | N.º 2 Lliuco       |
| 5.ª, Lliuco      | N.º 3 Huit         |
| 5.ª, Lliuco      | N.º 4 Aucar        |
| 5.ª, Lliuco      | N.º 5 Caucahue     |
| 6.ª, Tenaun      | N.º 1 Tenaun       |
| 6.ª, Tenaun      | N.º 2 Quecaví      |
| 6.ª, Tenaun      | N.º 3 Chaurahué    |
| 6.ª, Tenaun      | N.º 4 Choen        |
| 7.ª, Dalcahue    | N.º 1 Astillero    |
| 7.ª, Dalcahue    | N.º 2 Dalcahue     |
| 7.ª, Dalcahue    | N.º 3 Quetalco     |
| 7.ª, Dalcahue    | N.º 4 San Juan     |
| 7.ª, Dalcahue    | N.º 5 Calen        |
| 8.ª, Chauques    | N.º 1 Añihué       |
| 8.ª, Chauques    | N.º 2 Cheniao      |
| 8.ª, Chauques    | N.º 3 Butachauques |

#### Modificaciones posteriores
En 1869 el territorio correspondiente a las primeras tres subdelegaciones fue dividido de nuevo, de tal manera que se crearon seis delegaciones:
- 1.ª, Agüi, con cuatro distritos.
- 2.ª, Quetalmahue, cuatro distritos.
- 3.ª Ancud sur, con cinco distritos.
- 4.ª, Ancud norte, con cuatro distritos.
- 5.ª, Caicumeo, con dos distritos.
- 6.ª, Caipulli, con cuatro distritos.

Así, el departamento sumó en total once subdelegaciones. Posteriormente, en 1876, se creó la subdelegación de Caucahue, con dos distritos, a partir de la isla del mismo nombre. De esta manera, la numeración de las seis subdelegaciones restantes queda de esta forma: 7.ª Chacao, 8.ª Lliuco, 9.ª Caucahue, 10.ª Tenaun, 11.ª Chauques y 12.ª Dalcahue.
En 1885 se realizó una nueva división territorial de todo el departamento, la cual lo dejó con el mismo número subdelegaciones y distritos: doce y 45, respectivamente.

### Ley de Comuna Autónoma
Con las publicaciones de la Ley de Comuna Autónoma y el decreto relacionado en 1891, en el departamento se crearon las municipalidades de Quemchi y Dalcahue. De esta forma, sobre la base de las modificaciones de 1885, a fines de 1891 el departamento tenía la siguiente división administrativa:
| Municipalidad-comuna | Subdelegación    | Distrito              |
| -------------------- | ---------------- | --------------------- |
| Ancud                | 1.ª, Ahuí        | N.º 1 Ahuí            |
| Ancud                | 1.ª, Ahuí        | N.º 2 Punta de Arenas |
| Ancud                | 1.ª, Ahuí        | N.º 3 Nal             |
| Ancud                | 1.ª, Ahuí        | N.º 4 Guapilahui      |
| Ancud                | 2.ª, Quetalmahue | N.º 1 Pilluco         |
| Ancud                | 2.ª, Quetalmahue | N.º 2 Quetalmahue     |
| Ancud                | 2.ª, Quetalmahue | N.º 3 Calle           |
| Ancud                | 2.ª, Quetalmahue | N.º 4 Quiguas         |
| Ancud                | 3.ª, Ancud       | N.º 1 Catedral        |
| Ancud                | 3.ª, Ancud       | N.º 2 Playa Ancha     |
| Ancud                | 3.ª, Ancud       | N.º 3 San Francisco   |
| Ancud                | 3.ª, Ancud       | N.º 4 Bellavista      |
| Ancud                | 3.ª, Ancud       | N.º 5 Lechagua        |
| Ancud                | 4.ª, Muelle      | N.º 1 Aduana          |
| Ancud                | 4.ª, Muelle      | N.º 2 Cuarteles       |
| Ancud                | 4.ª, Muelle      | N.º 3 Hospital        |
| Ancud                | 4.ª, Muelle      | N.º 4 Pudeto          |
| Ancud                | 5.ª, Caicumeo    | N.º 1 Corales         |
| Ancud                | 5.ª, Caicumeo    | N.º 2 Quechitué       |
| Quemchi              | 6.ª, Caipulli    | N.º 1 Pugueñun        |
| Quemchi              | 6.ª, Caipulli    | N.º 2 Puranqui        |
| Quemchi              | 6.ª, Caipulli    | N.º 3 Caipulli        |
| Quemchi              | 6.ª, Caipulli    | N.º 4 Cogomó          |
| Quemchi              | 7.ª, Chacao      | N.º 1 Caulín          |
| Quemchi              | 7.ª, Chacao      | N.º 2 Estero          |
| Quemchi              | 7.ª, Chacao      | N.º 3 Chacao          |
| Quemchi              | 7.ª, Chacao      | N.º 4 Manao           |
| Quemchi              | 8.ª, Lliuco      | N.º 1 Linao           |
| Quemchi              | 8.ª, Lliuco      | N.º 2 Lliuco          |
| Quemchi              | 8.ª, Lliuco      | N.º 3 Huiti           |
| Quemchi              | 8.ª, Lliuco      | N.º 4 Aucar           |
| Quemchi              | 9.ª, Caucahué    | N.º 1 Norte           |
| Quemchi              | 9.ª, Caucahué    | N.º 2 Sur             |
| Dalcahue             | 10.ª, Tenaún     | N.º 1 Tenaún          |
| Dalcahue             | 10.ª, Tenaún     | N.º 2 Quicaví         |
| Dalcahue             | 10.ª, Tenaún     | N.º 3 Chaurahué       |
| Dalcahue             | 10.ª, Tenaún     | N.º 4 Choen           |
| Dalcahue             | 11.ª, Chauquis   | N.º 1 Añihué          |
| Dalcahue             | 11.ª, Chauquis   | N.º 2 Cheñiao         |
| Dalcahue             | 11.ª, Chauquis   | N.º 3 Butachauquis    |
| Dalcahue             | 12.ª, Dalcahue   | N.º 1 Astillero       |
| Dalcahue             | 12.ª, Dalcahue   | N.º 2 Dalcahue        |
| Dalcahue             | 12.ª, Dalcahue   | N.º 3 Quetalco        |
| Dalcahue             | 12.ª, Dalcahue   | N.º 4 San Juan        |
| Dalcahue             | 12.ª, Dalcahue   | N.º 5 Calen           |

En 1910, la 8.ª subdelegación Lluico se dividió dos, creándose la 13.ª subdelegación Quemchi.
Con la Constitución de 1925 —que entró en vigencia en septiembre de ese año— creó la figura de «comuna-subdelegación», igualando la división administrativa «comuna» con la división política «subdelegación». El Decreto Ley 803—que debía entrar en vigencia en 1927— realizó cambios sustanciales en los límites comunales: traspasó de Quemchi a Ancud el territorio que comprendían las subdelegaciones de Caipulli y Chacao, y de Dalcahue a Quemchi los distritos Quicaví, Chaurahué y Choen, como también las islas Chauques.

### 1928 a 1976
La llegada al poder de Carlos Ibáñez del Campo en 1927 trajo consigo una nueva y profunda reforma político-administrativa en el país, la cual entró en vigencia el 1 de febrero de 1928. A nivel local, fue suprimida la comuna de Quemchi, aunque a los pocos años, en 1933, fue restituida con los límites designados previo a 1928. Posteriormente, con la restauración del departamento de Quinchao en 1936, las islas Chauques pasaron a integrar la comuna de Achao. Los límites comunales y distritales del departamento, en tanto, serían fijados nuevamente y por última vez en 1960, al igual que en el resto de la provincia de Chiloé.
El departamento llegó a su fin en los años 1970 tras la «regionalización» del país que realizó la dictadura militar. La X Región —formada de las provincias de Chiloé, Llanquihue, Osorno, y Valdivia— empezó a funcionar el 1 de enero de 1976. La nueva división provincial, que modificó los territorios provinciales y suprimió los departamentos, entró en vigencia una semana después, el 7 de enero de 1976.